# Akademie der Wissenschaften der Republik Usbekistan

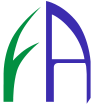
Logo der Akademie

Die Akademie der Wissenschaften der Republik Usbekistan (usbekisch Oʻzbekiston Respublikasi Fanlar Akademiyasi, OʻzFA) ist die zentrale wissenschaftliche Institution Usbekistans mit Hauptsitz in der usbekischen Hauptstadt Taschkent.  Die Akademie dient der Koordination der Forschung in allen Bereichen der Wissenschaft. Präsident der Akademie war Behzod Sodiqovich Yoʻldoshev (2017–2024).

## Geschichte

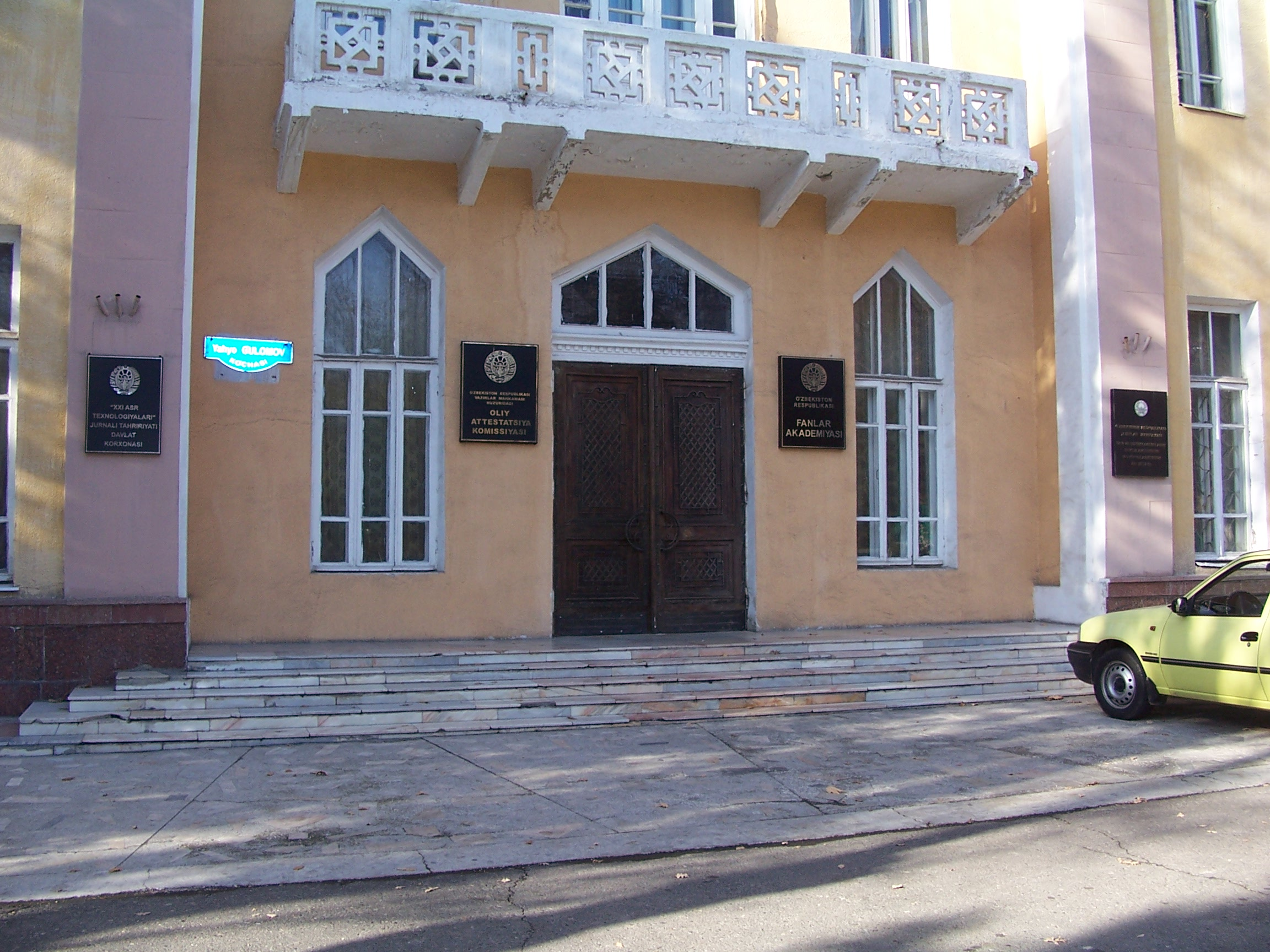
Gebäude der Akademie in Taschkent

Die Akademie wurde während der sowjetischen Herrschaft im November des Jahres 1943 als Akademie der Wissenschaften der usbekischen Sozialistischen Sowjetrepublik gegründet. Ihr erster Präsident war der Mathematiker Toshmuhammad Niyozovich Qori-Niyozov. Nach der Unabhängigkeit Usbekistans im Jahr 1991 setzte die Akademie ihre Tätigkeit unter dem heutigen Namen fort.

## Forschung
Die Forschungsarbeit der Akademie der Wissenschaften der Republik Usbekistan verteilt sich auf 20 Institute, die thematische ein weites Spektrum der akademischen Bandbreite abdecken. Der Schwerpunkt liegt dabei auf naturwissenschaftlichen Fächern. So gibt es unter anderem Institute für Kern-, Geo- und Wärmephysik, sowie für bioorganische Chemie und Polymerchemie. Einige Institute haben einen starken regionalen Bezug, wie das Institut für Seismologie, das auf Grund der akuten Erdbebengefährdung in der Region eine wichtige Rolle einnimmt und das Institut für Wasserprobleme, das ebenfalls an zentralen Problemen Usbekistans und der Region forscht. Außerdem leisten zwei regionale Zweigstellen in Usbekistan, die Mamun Akademie in Chiwa und eine weitere Stelle in Nukus in der Autonomen Region Karakalpakistan einen wesentlichen Beitrag zur Forschung der Akademie.

## Organisation
Das wichtigste Organ der Akademie der Wissenschaften der Republik Usbekistan ist die Generalversammlung, bei der alle vollwertigen Mitglieder, aktuell 155 Personen, der Akademie zusammenkommen. Für Verwaltung und Management ist das Präsidium zuständig, das aus dem Präsidenten der Akademie, seinem Stellvertreter, einem wissenschaftlichen Geschäftsführer und den Vorsitzenden der Stellen in Nukus und Chiwa besteht.

## Partnerschaften
Die Akademie unterhält Partnerschaften insgesamt 26 internationale Partnerschaften. Zu den Partnern zählen vergleichbare Akademien in anderen Ländern wie die Russische Akademie der Wissenschaften, die Chinesische Akademie der Wissenschaften und die britische Royal Society. Zudem gibt es Partner aus der Privatwirtschaft, wie beispielsweise die deutsche Chemotrade GmbH.